# ダレン・デイビス
ダレン・デイビス（Darren Davies、1967年 - ）は、インペリアル・カレッジ・ロンドン（ICL航空宇宙工学科）1988年卒、学士のF1エアロダイナミシスト。

## 経歴

### レイナード
1988年、ICL卒業直後にビスターに本部を置くレイナードに入社すると、レイナードの初代のF3000シャーシ設計(88D)には間に合わない。 
レイナードに在籍しながら、F3000シャーシから転換されたジョーダン・191の空力設計にインプットしたのだろう。

### ジョーダン
1996年の初めまでのコンストラクターとしてのジョーダンは、まことに貧弱なもので、在籍していた設計とエンジニアリングに携わるエンジニアはわずか9名で、これが1997年に向けて20名に強化されたといい、とりわけ、以前はデイビス単独でこなしてきた空力部門が大きく拡大され、4名の空力学者が新たに雇用されたという。
|   | ダレン・デイビス     | 空力部門のチーフ |                      |                                                                    | レイナード本部                                                     |
| 1 | ジョン・デービス     |                  | 1997年1月-           | ブラックリーの風洞                                                 | Comtech Windtunnel, March windtunnel                               |
| 2 | シーマス・マラーキー | 空力部門のチーフ | 1997年               | サウサンプトン大学風洞                                             | Southampton University windtunnel                                  |
| 3 | ジョン・アイリー     | 空力部門のヘッド | 1997年3月-2001年11月 | マイク・ガスコイン, ニック・ワースと連動する空力ファームのメンバー | マイク・ガスコイン, ニック・ワースと連動する空力ファームのメンバー |
| 4 | ポール・クルックス   |                  |                      | マイク・ガスコイン, ニック・ワースと連動する空力ファームのメンバー | マイク・ガスコイン, ニック・ワースと連動する空力ファームのメンバー |

この時、正規採用されたスタッフの一人が、同学、インペリアル・カレッジ 1990年卒のジョン・アイリーで、アイリーによると、1995年からチームに在籍ということになっているが、デイビスへのパートタイムサポートを含むものかと思われる。
1997年1月、インペリアル・カレッジ・ロンドン(ICL航空宇宙工学科)1982年卒のジョン・デービスがジョーダンの拡大中のエンジニアリングクルーに加わる。

### マーチウインドトンネル

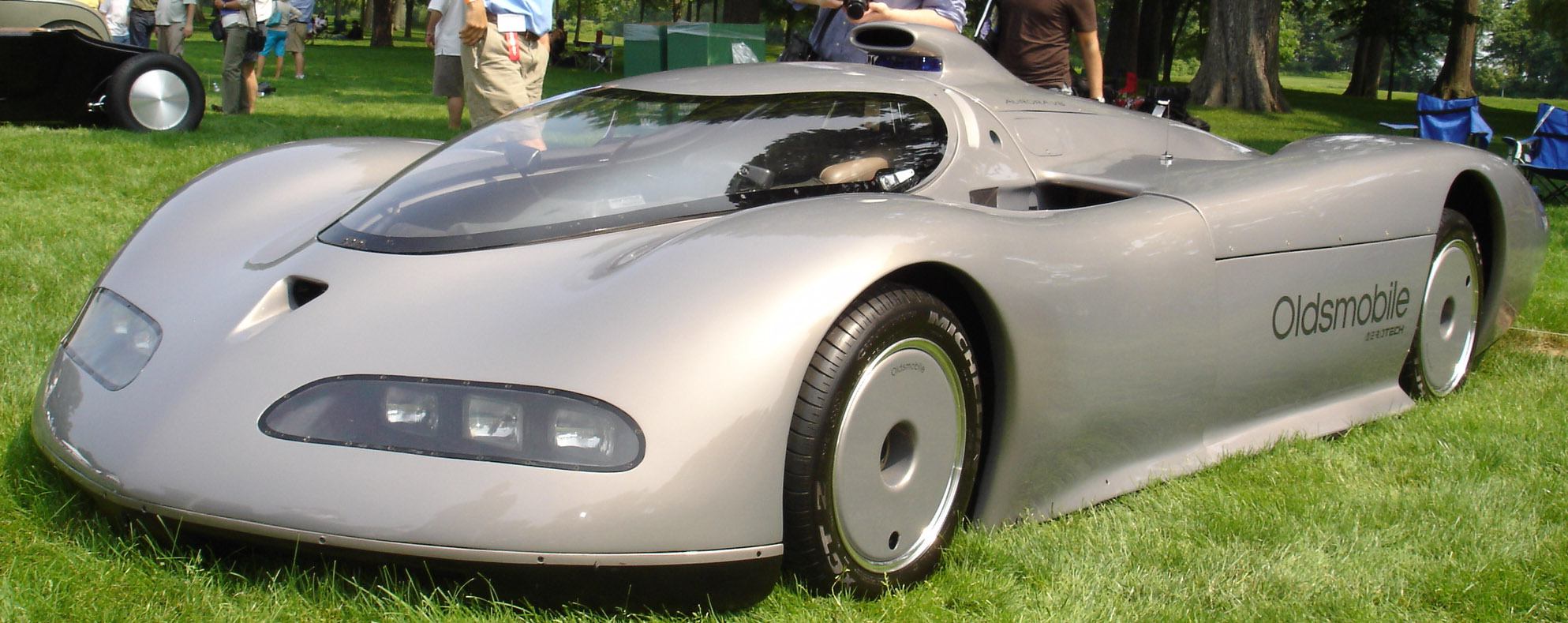
OldsAerotech

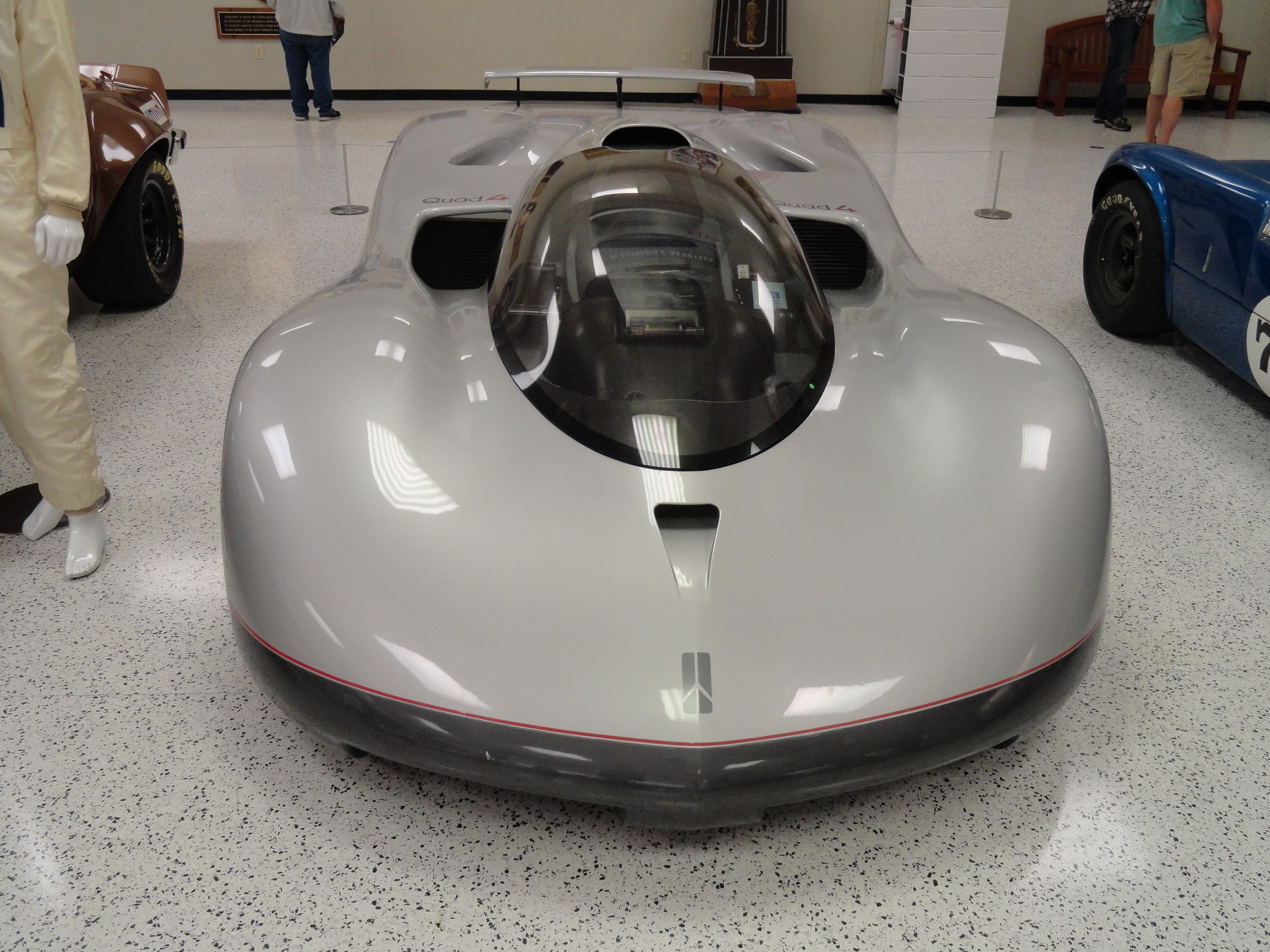
Indianapolis Motor Speedway Museum in 2017 - A.J. Foyt, A Legendary Exhibition - 23

- ジョン・デイビスの仕事は、ブラックリーの風洞施設からチームを支援することで、チームがロビン・ハードから買収した風洞が正確で適切に調整されていることを確認することだった[3]。
- トンネルは10年前(1987年)のもので、マーチの子会社のエアロテック（英語版）[4]のためにニック・ワースによって建設されたもので、エイドリアン・ニューウェイのマーチ・CG891F1カーの開発や、さまざまなマーチ・インディカー、エアロテックスピードレコードカーの開発に使用された、通称マーチウインドトンネルと呼ばれるもので、マーチのコンポジット施設のコムテック内に設置されたことからコムテック・ウィンドトンネルと呼ばれることもある。
- その後、チームがマーチから独立したときにレイトンハウスに売却、後に元マーチのボス、ロビン・ハードに売却され、フォメット1, GR01と、後のラルースの(GR02)=LC92, LH93, LH94, LH95に使用された、1996年中に40%スケールモデルにアップグレードされた。

1997年1月6日、インペリアル・カレッジOBのジョン・デイビスがジョーダンの有能で拡大中のエンジニアリングクルーに加わるが、ダレン・デイビスはアルシエロ・ウェルズ・レーシング・インディカーチームに移籍し、インペリアル・カレッジ1990年卒のアイルランド人、シーマス・マラーキーがエアロダイナミクス部門の責任者に任命され、この空力部門を率いることになり、サウサンプトン大学の風洞から空力サポートする。
1997年初頭の時点で、ジョーダンはコンポジット部門を拡大し、チームのコンポジット作業の30〜40%はトム・アンダーソンの下で社内で行われている。チームはまだ独自のモノコックを作成していないが、ダービーシャーのヒーナーにあるテクニカルセンターの「アドバンスド・コンポジット・グループ」によって引き続きジョーダンのデザインに合わせて製造されている。アドバンスド・コンポジットは、1981年にアルファロメオ向けに最初のF1シャシーを製造したときから、F1モノコックの製造において膨大な経験を持ち、ブラバム、リジェ、トールマン、マーチ、アロウズ、オニクスなどのチームのために100台以上のF1カーを製造し、現在65人の従業員を雇用している。
| R&D | 設計 | 型式 | Engineering Dir | チーフデザイナー                       | チーフエンジニア                     | テクニカルディレクター              | テクニカルディレクター       | 空力チーフ                   | 空力ヘッド      | 使用風洞 | 使用風洞 |
| 1991 | 1990 | 191  |                 | Andrew Green Head of Structural Design | Mark Smith Head of Mechanical Design | Gary Anderson                       | Gary Anderson                | Darren Davies                |                 |          |          |
| 1992 | 1991 | 192  |                 | Andrew Green Head of Structural Design | Mark Smith Head of Mechanical Design | Gary Anderson                       | Gary Anderson                | Darren Davies                |                 |          |          |
| 1993 | 1992 | 193  |                 | Andrew Green Head of Structural Design | Mark Smith Head of Mechanical Design | Gary Anderson                       | Gary Anderson                | Darren Davies                |                 |          |          |
| 1994 | 1993 | 194  | Darren Davies   | Andrew Green Head of Structural Design | Mark Smith Head of Mechanical Design | Gary Anderson                       | Gary Anderson                |                              |                 |          |          |
| 1995 | 1994 | 195  | Darren Davies   | Andrew Green Head of Structural Design | Mark Smith Head of Mechanical Design | Gary Anderson                       | Gary Anderson                |                              |                 |          |          |
| 1996 | 1995 | 196  | Darren Davies   | Tim Holloway                           |                                      | Gary Anderson                       | Gary Anderson                | Mark Smith                   |                 |          |          |
| 1997 | 1996 | 197  |                 | Paul Crooks                            | Seamus Mullarkey                     | Gary Anderson                       | Gary Anderson                | Mark Smith                   | RJ Mitchell     | Brackley |          |
| 1998 | 1997 | 198  | Mark Smith      | Paul Crooks                            |                                      | Gary Anderson                       | Mike Gascoyne                | Mike Gascoyne                | John Iley       | Brackley |          |
| 1999 | 1998 | 199  | Tim Holloway    | Mark Smith                             | Bob Bell (Technology Dir)            | Bob Bell (Technology Dir)           | Mike Gascoyne                | Mike Gascoyne                | John Iley       | Brackley |          |
| 2000 | 1999 | EJ10 | Tim Holloway    | Mark Smith                             | Bob Bell (Technology Dir)            | Bob Bell (Technology Dir)           | Mike Gascoyne                | Mike Gascoyne                | John Iley       | Brackley |          |
| 2001 | 2000 | EJ11 | Tim Holloway    | Mark Smith                             | Bob Bell                             | Mike Gascoyne, Eghbal Hamidy        | Mike Gascoyne, Eghbal Hamidy | Mike Gascoyne, Eghbal Hamidy | John Iley       | Brackley |          |
| 2002 | 2001 | EJ12 | Tim Holloway    | John McQuilliam                        | Gary Anderson(Sporting Dir)          | Gary Anderson(Sporting Dir)         | Eghbal Hamidy                | Eghbal Hamidy                | John Iley       | Brackley |          |
| 2003 | 2002 | EJ13 |                 | John McQuilliam                        | Henri Durand (Design Dir, 開発 Dir)  | Henri Durand (Design Dir, 開発 Dir) | Gary Anderson                |                              | Nicoló Petrucci | Brackley | Brackley |
| 2004 | 2003 | EJ14 |                 | John McQuilliam                        |                                      |                                     | Gary Anderson                |                              | Nicoló Petrucci | Brackley | Brackley |
| 2005 | 2004 | EJ15 |                 | (Deputy Technical Dir) James Key       | (Deputy Technical Dir) James Key     | John McQuilliam                     | Simon Phillips               |                              |                 | Brackley | Brackley |
| - 1998, ジョーダン 198 - 1999, ジョーダン 199 - 2000, ジョーダン EJ10 - 2001, ジョーダン EJ11 - 2002, ジョーダン EJ12 |      |      |                 |                                        |                                      |                                     |                              |                              |                 |          |          |

### ジャガー・レーシング
2002年8月15日付けの、ジョン・ラッセルの後任、ロブ・テイラー新しいチーフデザイナーに就任記事から、ジャガー・R1の空力責任者に、デイビスが空力チームに続けて所属していたことが判明している。
ロブ・テイラーはジョン・バーナードの設計事務所、「B3テクノロジー」に属し、アロウズで車両設計の責任者を務め(A19、A20、A21、A22、A23)、サスペンション設計を担当。
ジャガー・R3の当初レイアウトは元チーフデザイナーのジョン・ラッセルによって行われた。
50人のベン・アガザンジェロウ率いる空力チーム(2002.04-2004.11)には、マーク・ハンフォードとデイビスが含まれ、ビスター(Bicester)の風洞は新車の設計に全力で取り組んでいる。

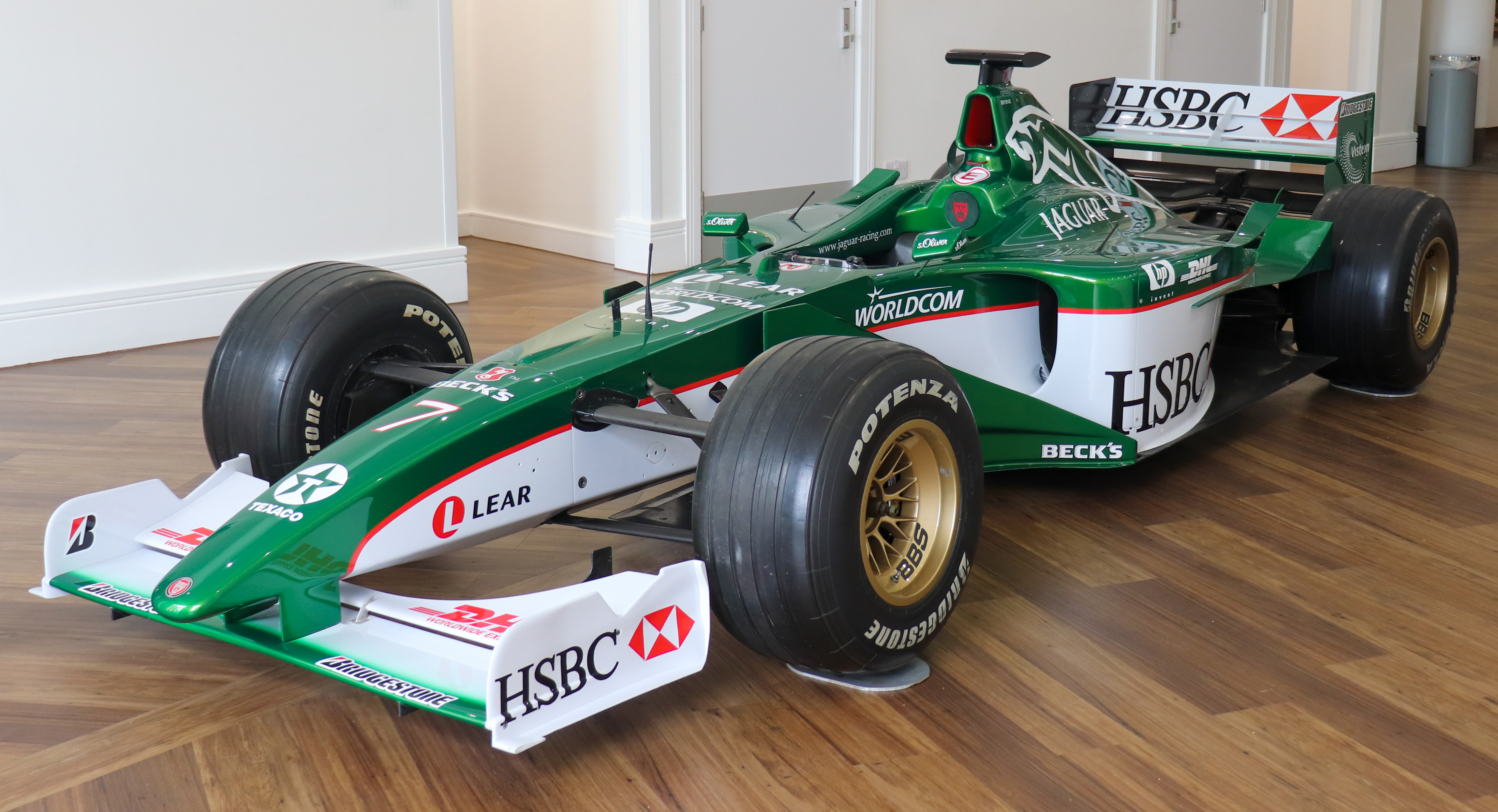
2000, ジャガー R1
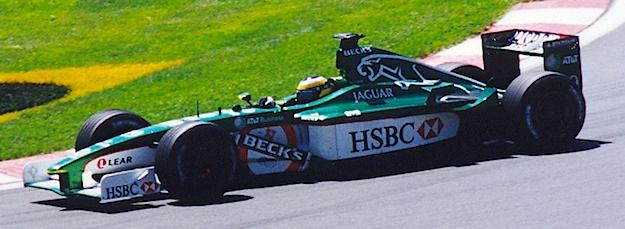
2001, ジャガー R2
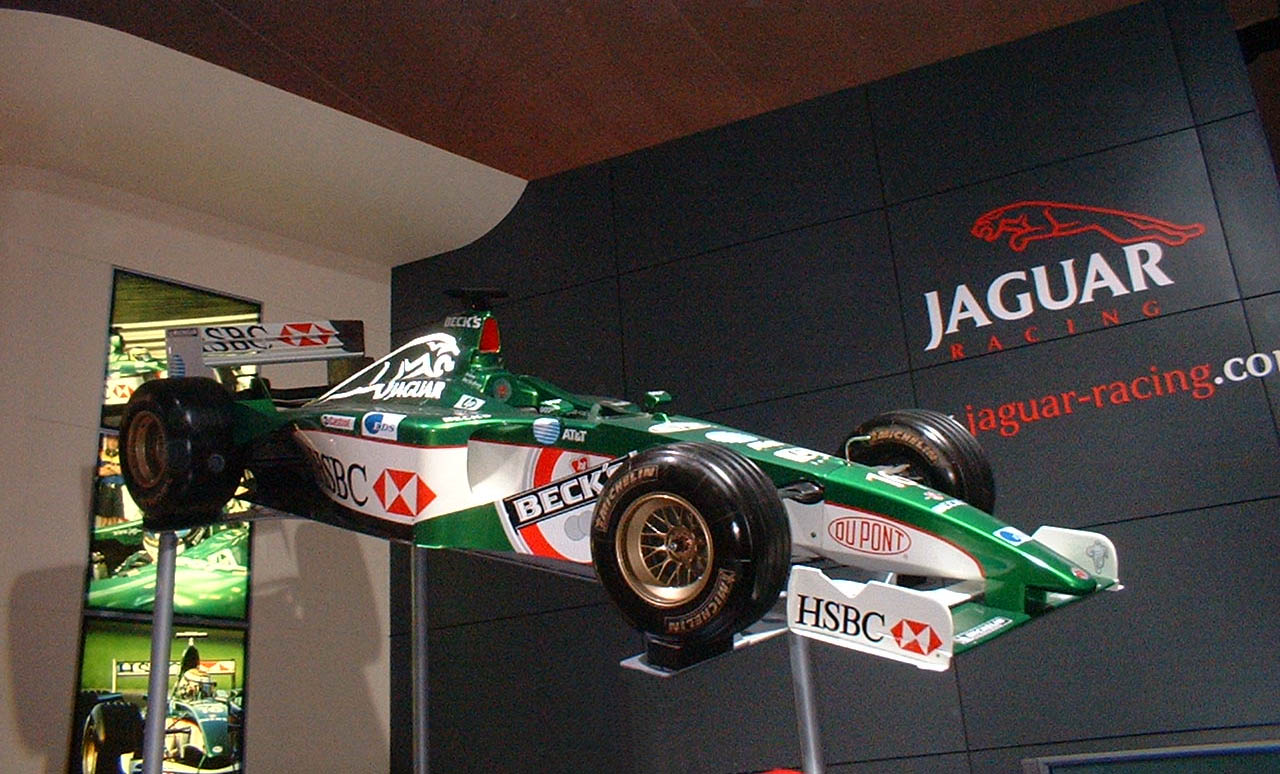
2002, ジャガー R3
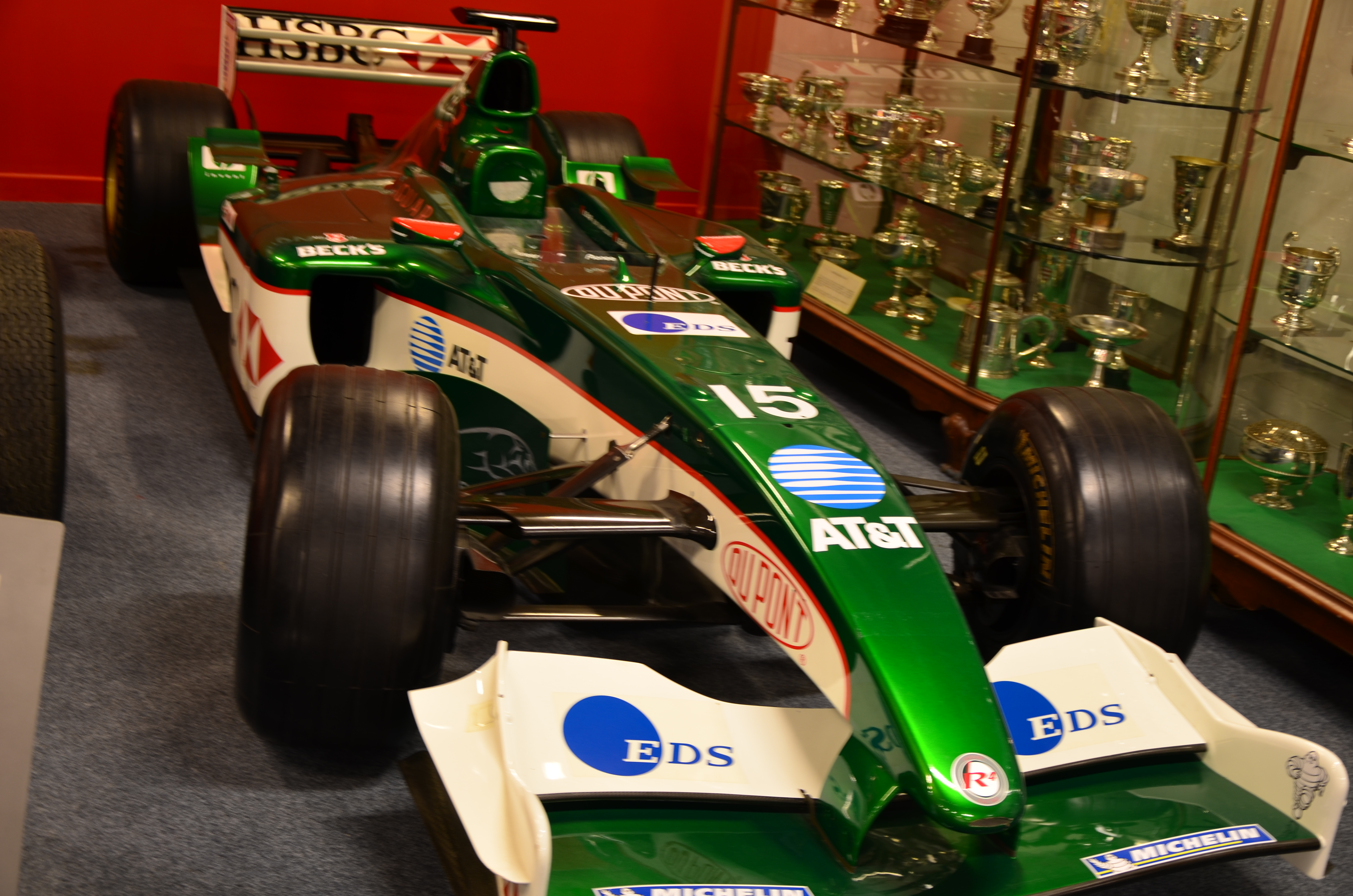
2003, ジャガー R4
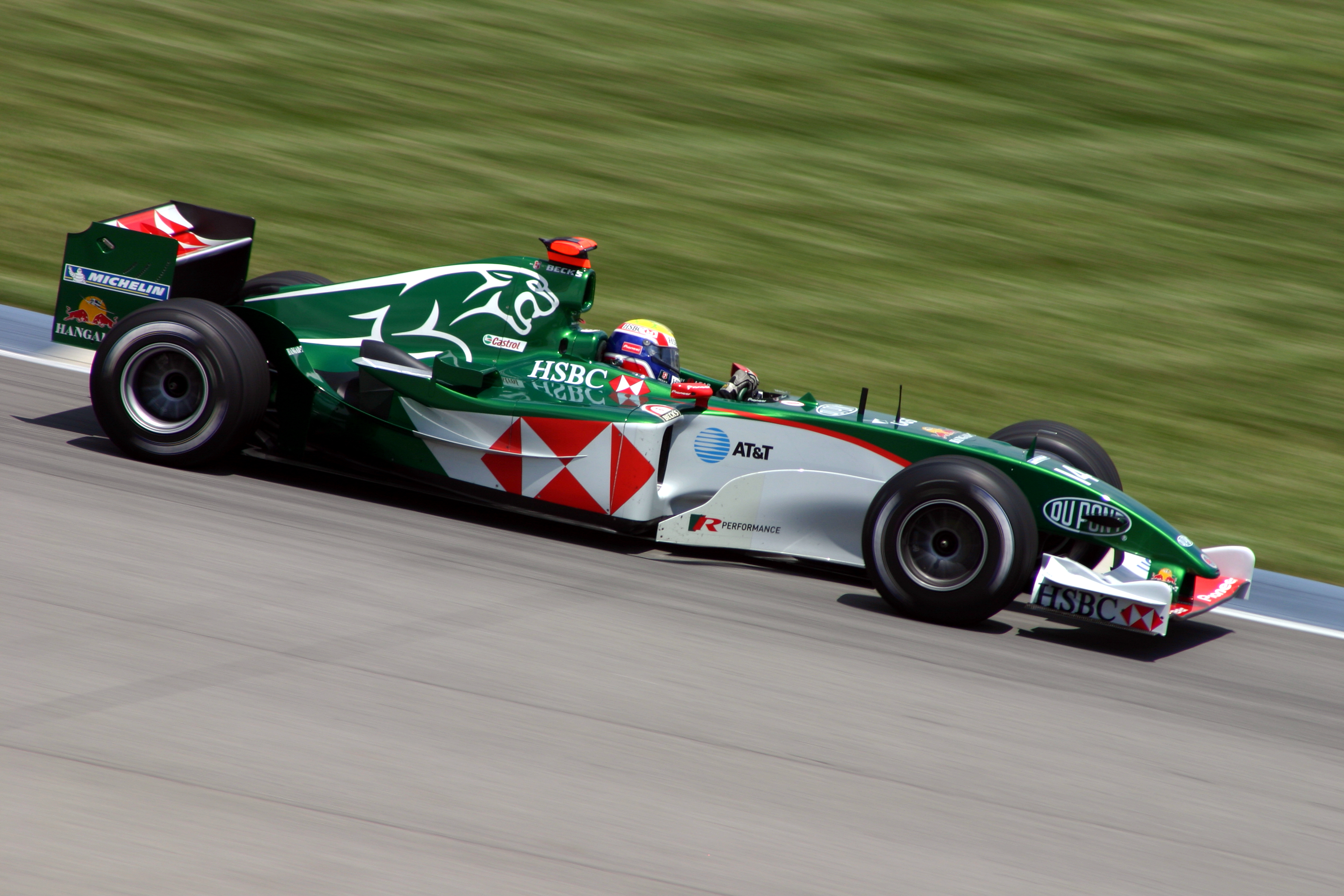
2004, ジャガー R5
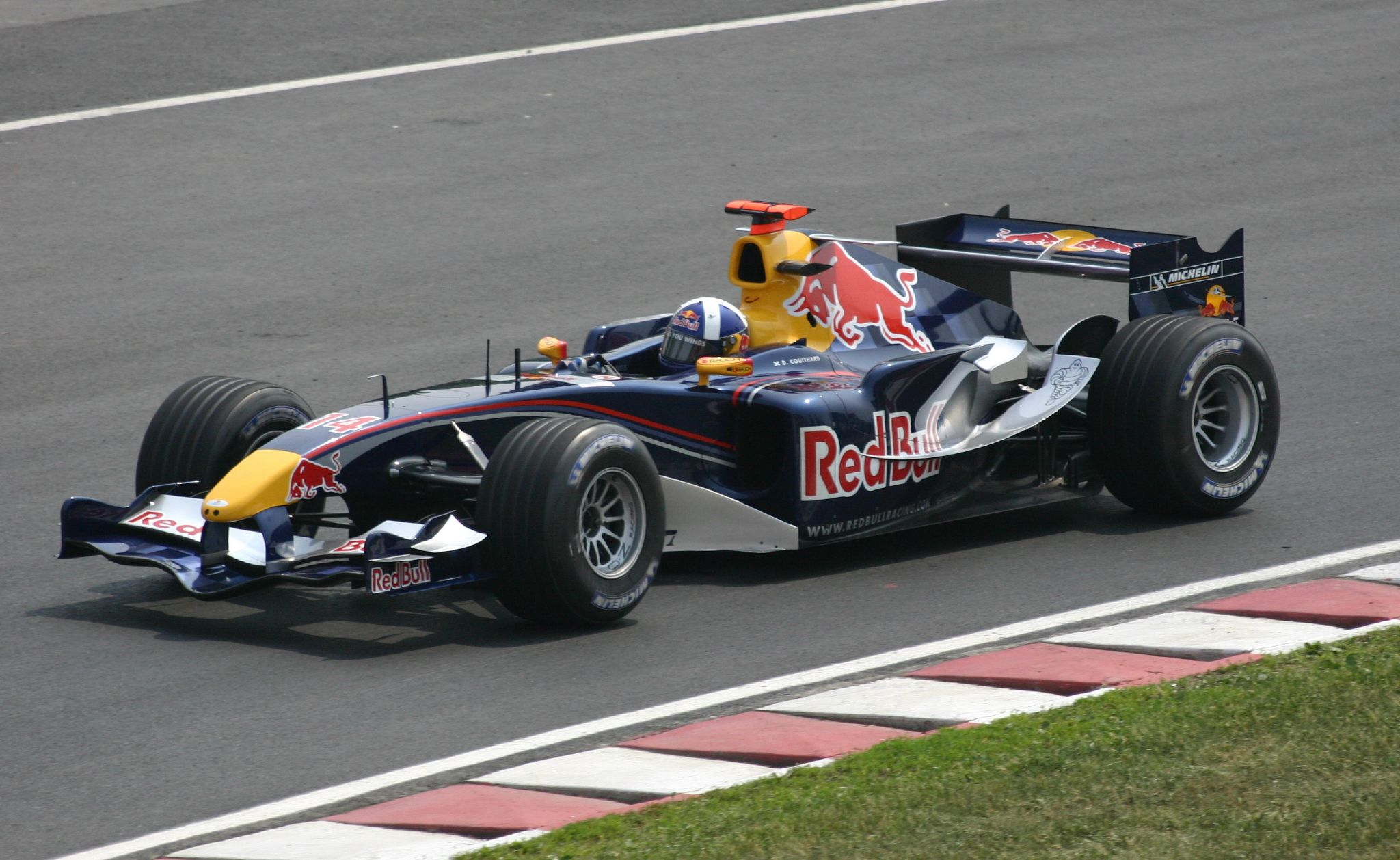
2005, レッドブル RB1